# Calibre magnum pour l'inspecteur
Pour plus de détails, voir Fiche technique et Distribution.
Calibre magnum pour l'inspecteur (Napoli si ribella) est un film italien, réalisé par Michele Massimo Tarantini, sorti en 1977, avec Luc Merenda, Enzo Cannavale, Claudio Gora, Adolfo Lastretti, Sonia Viviani (it), Marianne Comtell et Ferdinando Murolo (it) dans les rôles principaux.

## Synopsis
Le commissaire de police Dario Mauri (Luc Merenda) est transféré de Milan à Naples. Pour sa première mission, il se retrouve en train d'enquêter sur un braquage dans une banque, avec le sergent Nicola Capece (Enzo Cannavale) comme coéquipier. L'affaire se complique quand Mauri découvre qu'il y a derrière cette affaire l'un des puissants patrons de la mafia napolitaine, Don Domenico Laurenzi (Claudio Gora). Les deux hommes découvrent alors les nombreux personnages qui naviguent dans le sillage du parrain, comme l'avocat Cerullo (Giancarlo Badessi), les hommes de main Pasquale Donnaregina (Adolfo Lastretti) et  Antonio Bonino (Ferdinando Murolo (it)) ou les femmes fatales Rosa (Sonia Viviani (it)) et Carola (Marianne Comtell).

## Fiche technique
- Titre : Calibre magnum pour l'inspecteur
- Titre original : Napoli si ribella (lit. "Naples se rebelle)
- Titre International : A Man called Magnum
- Réalisation : Michele Massimo Tarantini
- Scénario : Michele Massimo Tarantini et Dardano Sacchetti
- Photographie : Sergio Rubini
- Musique : Franco Campanino
- Montage : Alberto Moriani (it)
- Décors : Francesco Calabrese
- Producteur : Luciano Martino
- Société(s) de production : Dania Film
- Pays d'origine :  Italie
- Genre : Néo-polar italien
- Durée : 88 minutes
- Dates de sortie :
  -  Italie : 7 août 1977
  -  France : 1979
- Affiche : Macario Gómez Quibus (Espagne)

## Distribution
- Luc Merenda : le commissaire Dario Mauri
- Enzo Cannavale : le sergent Nicola Capece
- Sonia Viviani (it) : Rosa
- Claudio Gora : Don Domenico Laurenzi
- Adolfo Lastretti : Pasquale Donnaregina
- Giancarlo Badessi : l'avocat Vincenzo Cerullo
- Ferdinando Murolo (it) : Antonio Bonino
- Francesca Guadagno (it) : Luisa
- Marianne Comtell : Carola
- Adriana Facchetti : la femme de ménage de la maison Laurenzi
- Enrico Maisto (it) : Andronico
- Claudio Nicastro (it) : le chef de la police
- Francesco Anniballi (it)
- Fortunato Arena
- Geoffrey Copleston (it)
- Tommaso Palladino (it)
- Nello Pazzafini
- Sergio Tardioli (it)